# Blesk (fotografie)

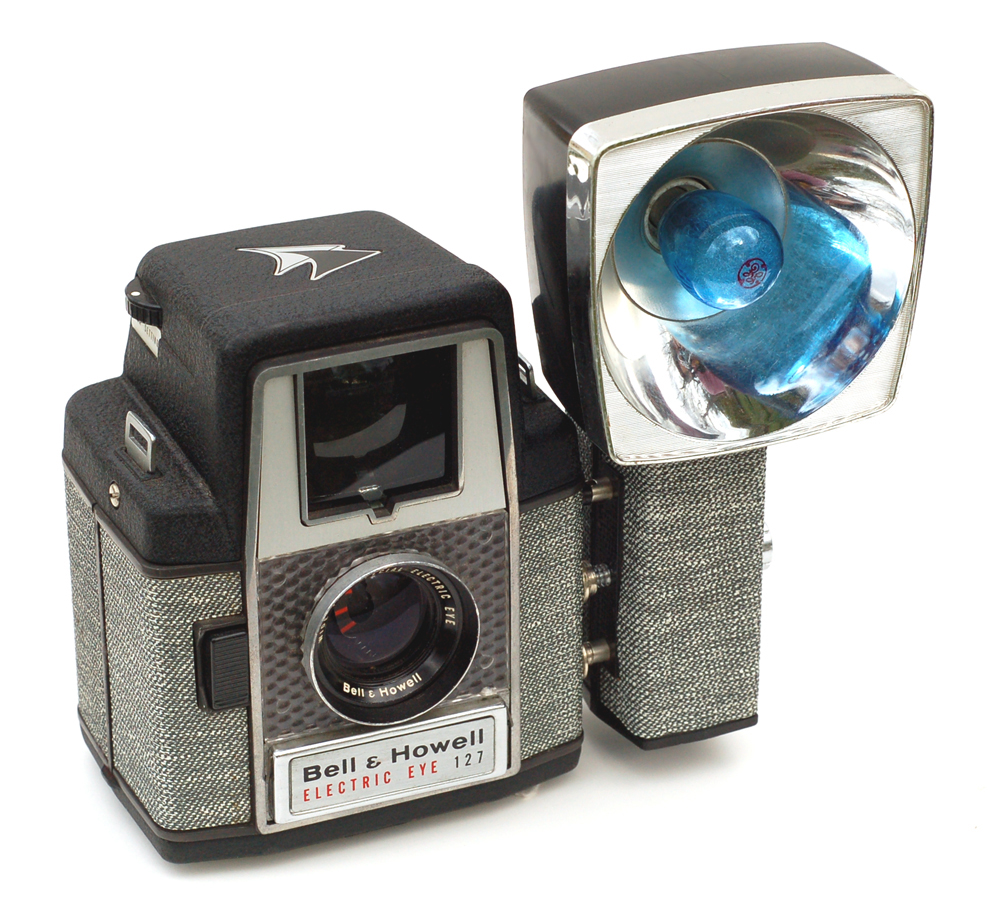
Bell & Howell – Electric Eye 127, asi 1958

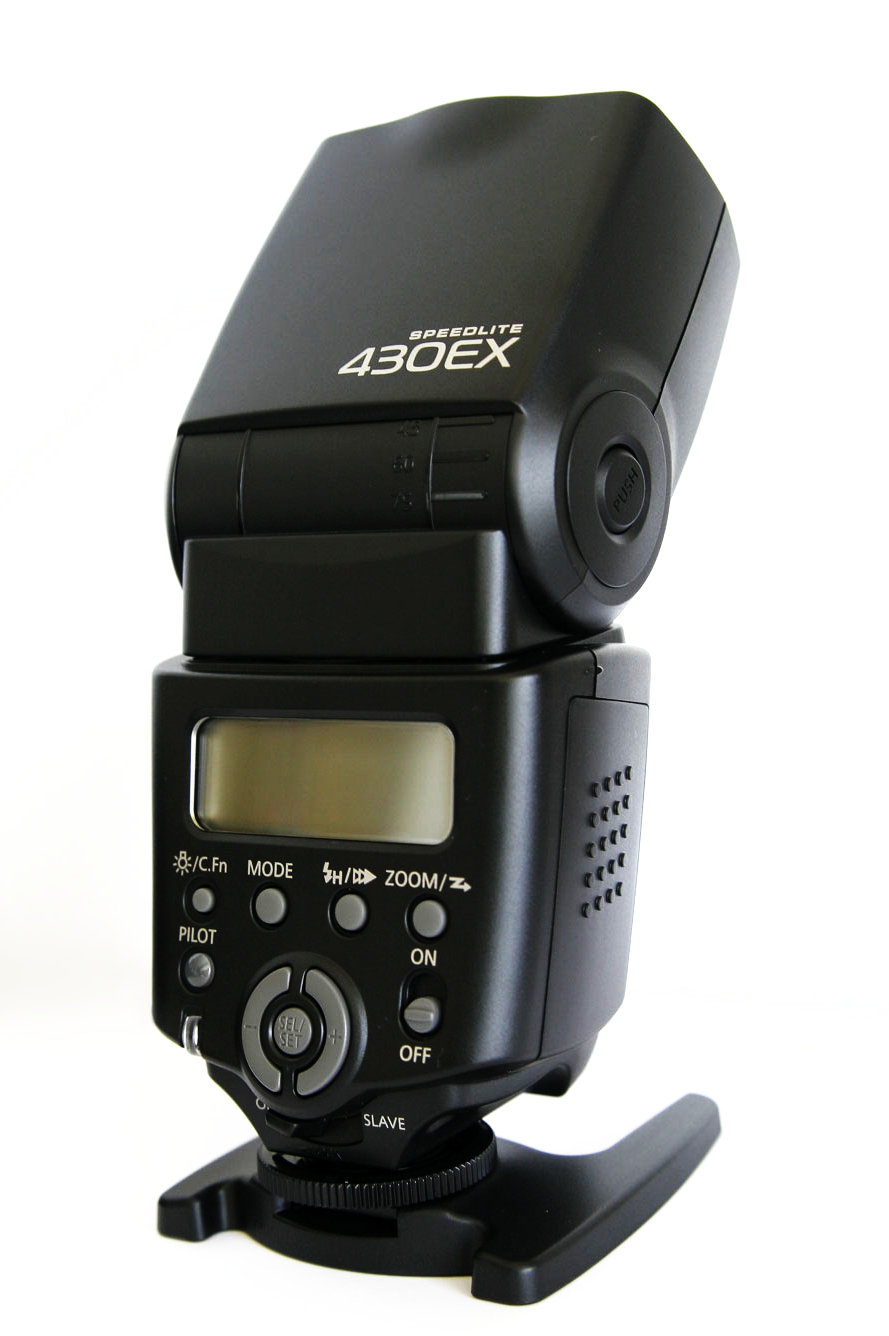
Systémový blesk Canon Speedlite 430EX

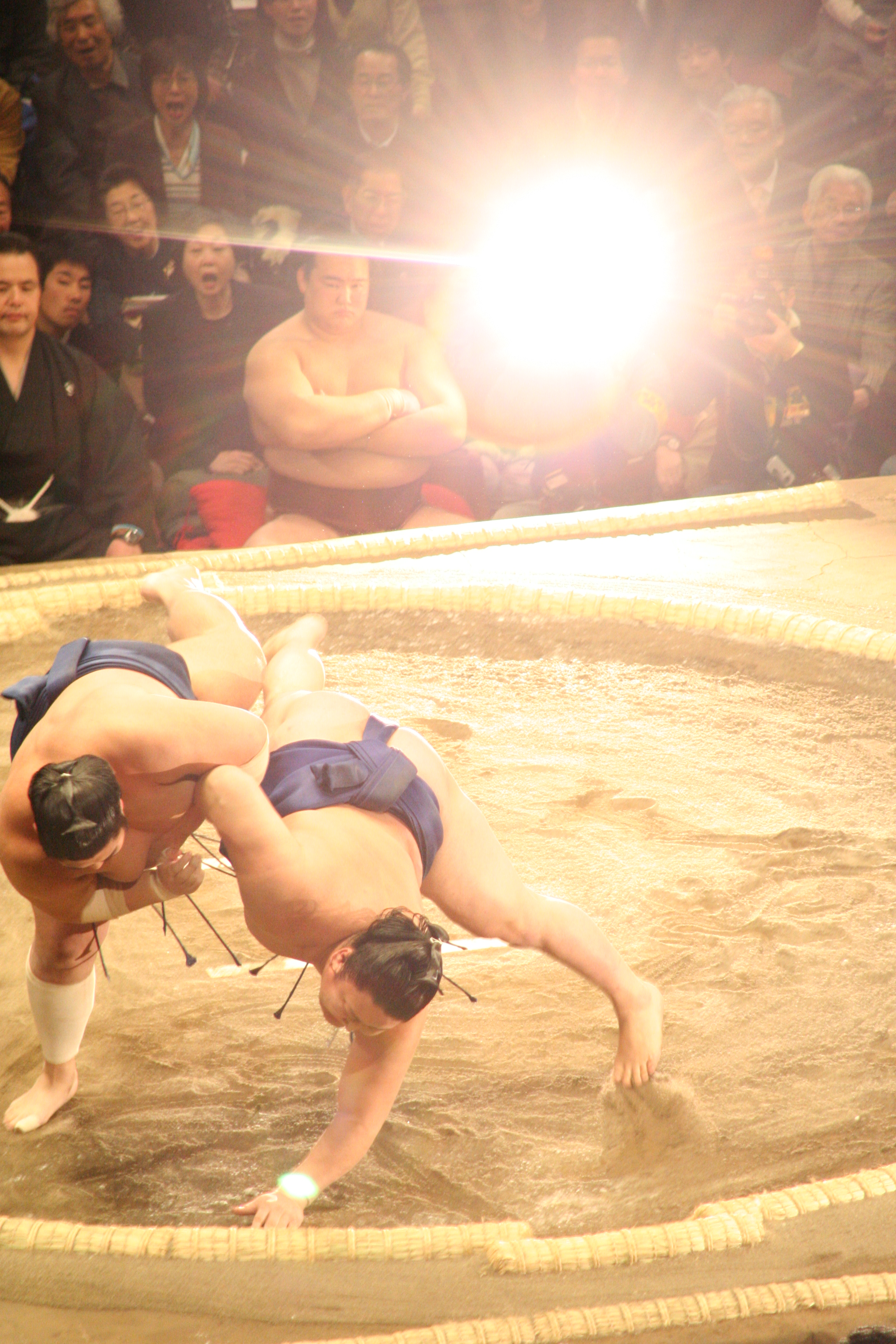
Záblesk fotografického blesku během zápasu v sumó

Blesk je ve fotografii zařízení vytvářející velmi krátký světelný záblesk (typicky trvající tisícinu sekundy) s barevnou teplotou přibližně 5500 K k osvětlení snímané scény. Blesk je používán z mnoha důvodů (zachycení rychle se pohybujících objektů, barevné tónování), nejčastějším je ale potřeba dodatečného osvětlení záběrů, kde přirozené světlo nestačí ke správné expozici.
Jako blesk je označován jak samotný záblesk, tak i zábleskové zařízení, které jej vytváří. Dnes používané blesky jsou v drtivé většině elektronické, dříve byly používány zábleskové žárovky na jedno použití nebo rychle hořící prášky.
Levnější fotoaparáty mají blesk zabudován přímo do těla přístroje, lepší modely umožňují připojení oddělených blesků přes částečně standardizované patice. V profesionální studiové fotografii se používají velké zábleskové jednotky, synchronizované se závěrkou kabelem, rádiově, nebo opticky – pak stačí s fotoaparátem synchronizovat jen jeden blesk, a ostatní se samy odpálí, když zachytí nárůst úrovně osvětlení.
Makroblesky a kruhové blesky jsou blesky určené pro přisvětlení objektů při makrofotografii. Běžný externí nebo systémový blesk není schopen osvítit objekt, který je těsně před objektivem (právě kvůli stínu objektivu), proto se používají speciální blesky připevňované na filtrový závit objektivu. Existují i konstrukce podobné makrobleskům používající k nasvícení velmi silné LED diody s bílým světlem.

## Historie
Jako první člověk na světě prováděl pokusy s fotografickým bleskem William Fox Talbot v červenci 1850. Použil k tomu nejspíše statickou elektřinu, nashromážděnou v leydenských lahvích. Jako fotografovaný objekt mu sloužila stránka novin Times, připevněná na rychle se otáčejícím kole, ale podle svých představ neuspěl. O svém pokusu řekl:
| „ | Je v našich silách zachytit obraz pohybujícího se objektu, pokud budeme schopni osvítit jej náhlým elektrickým výbojem. | “ |

V roce 1865 experimentovali s hořčíkovým bleskem Alexander Henderson a William Notman.
- 1887 – Byl vynalezen bleskový prášek.

Jeden březnový večer v roce 1905 pořídil Axel Malmström dokumentární fotografii tramvaje, která se převrátila ve svahu u zámku. Jedná se pravděpodobně o první venkovní fotografii s bleskem ve Švédsku.
- 1923 – Harold Eugene Edgerton vynalezl xenonový blesk a synchronizaci.
- 1930 – Johannes Ostermeier patentoval bleskovou žárovku.[2]

Nejstarším „bleskem“ byl ručně zapalovaný hořčíkový prášek. Později byly hořčíkové náplně umisťovány do skleněných baněk a zapalovány elektrickým kontaktem napojeným na závěrku. Baňky se daly použít jen jednou a po záblesku byly tak horké, že s nimi nešlo manipulovat. Oproti původní malé explozi ale stále představovaly významný pokrok. S umělým osvětlením pro noční snímky experimentoval William Bell (1830–1910), scénu osvětloval zapálením hořčíkového drátu.

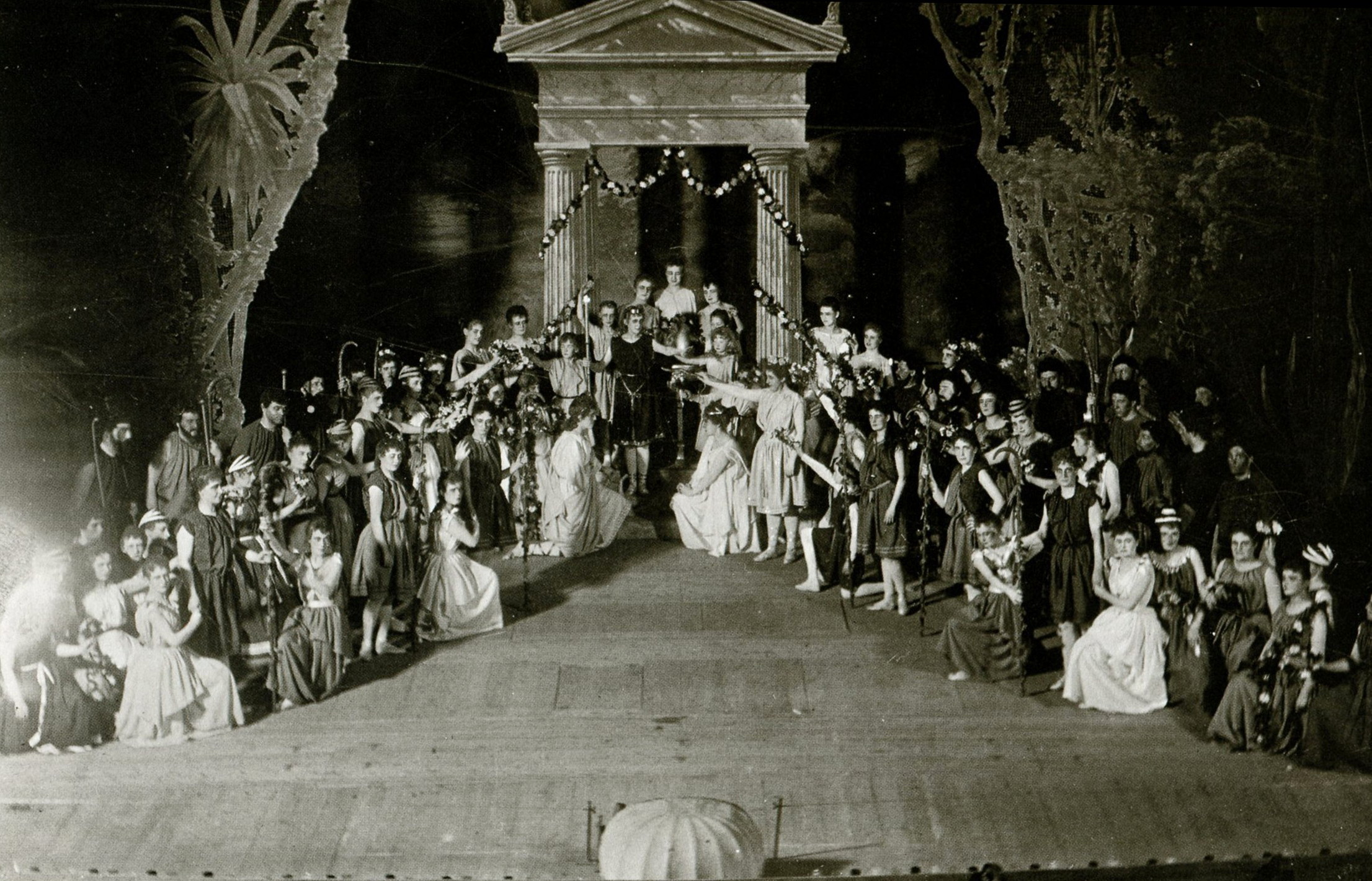
Valentin Wolfenstein: fotografie pořízená s bleskem ve švédském divadle, 1894

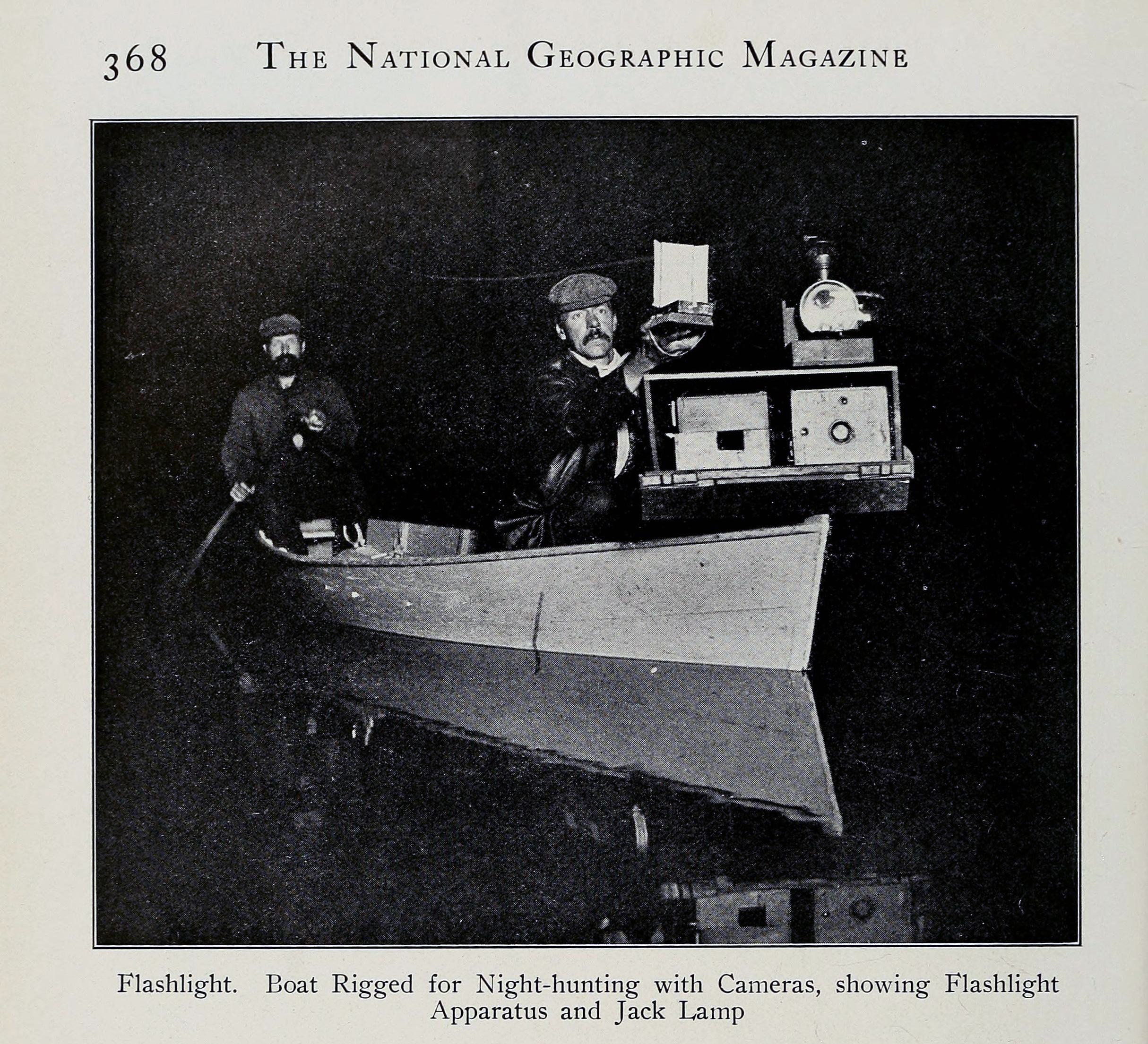
George Shiras III byl průkopníkem noční fotografie s bleskem

Jedním z prvních švédských fotografů, kteří pro fotografování používali zábleskové lampy byl Valentin Wolfenstein. V letech 1890 až 1905 byl majitelem dvorního ateliéru Jaeger ve Stockholmu, pro který fotografoval interiér v divadlech a v šatnách se zábleskovým práškem, ještě před existencí elektrického světla. Umístil několik záblesků do salonu mezi scény a v roce 1894 pořídil scénické snímky mimo jiné ve švédském divadle ve Stockholmu.
Systémy, které poskytovaly nepřímé umělé osvětlení pro usnadnění portrétní fotografie vyvíjel Charles Bernhoeft. Uzpůsobil koncepci hořčíkového blesku, který se ukázal jako obzvláště úspěšný při fotografování dětí, které nevydržely dlouho bez hnutí. Patentoval zařízení jako Bernhoeftův Blitzlichtapparat Sanssouci a podařilo se mu prodat přibližně 300 kusů.
Další inovací byly plastikové vrstvy na baňkách, zlepšující barevnost světla a bezpečnost pro případy, kdy by sklo během záblesku prasklo. V šedesátých letech bylo jedním z nejpoužívanějších blesků číslo 25, s průměrem baňky přibližně 25 mm, které je v tehdejších filmech často k vidění v rukou novinářů.
Koncem dekády uvedla společnost Kodak pro své fotoaparáty Instamatic další vylepšení, prodávané pod názvem flashcube. Flashcube se skládala ze čtyř elektricky odpalovaných baněk spolu s reflektory, uspořádané do tvaru krychle. Po každé expozici se krychle otočila o 90 stupňů, a dovolovala tak pořídit čtyři snímky za sebou.
Dnešní blesky jsou většinou elektronicky řízené xenonové výbojky – proud o vysokém napětí při průchodu plynem vytvoří elektrický oblouk, generující světelný záblesk. (Doba trvání záblesku se pohybuje okolo tisíciny sekundy a lze ji elektronicky regulovat) V současné době má elektronický blesk zabudovaný většina fotoaparátů cílených na masové spotřebitele.

## Použití blesku

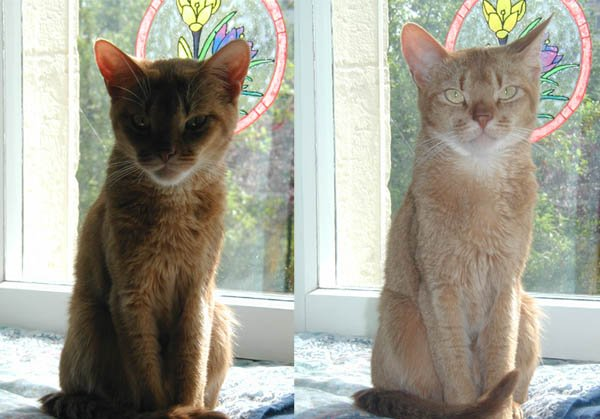
Použití blesku v protisvětle, kočka vlevo je podexponovaná

Dnešní amatérské digitální přístroje obvykle spustí vestavěný blesk samy, jakmile zaznamenají nedostatek světla. Existuje ale řada situací, kdy je vhodné toto automatické chování změnit:
- Při fotografování venku na větší vzdálenost. Blesk vestavěný ve fotoaparátu má v závislosti na směrném čísle dosah maximálně do několika metrů a vzdálenější objekty (např. večerní stadion z hlediště) nemá šanci osvětlit. Automatika fotoaparátu ale současně počítá s tím, že blesk poskytne dostatek světla, a nastaví krátký expoziční čas. Výsledná fotografie tak bude příliš tmavá. Po ručním vypnutí blesku nastaví automatika dlouhý čas – hrozí tedy rozmazání snímku, ale vzdálené objekty alespoň budou dostatečně exponovány.
- Při fotografování přes sklo, například oknem – sklo odrazí část světla zpátky do fotoaparátu, na snímku tak vznikne světelný kruh, který může zcela zakrýt objekty za sklem (jako by v místě skla svítil silný reflektor). Opět je v takovém případě lepší blesk vypnout.
- při fotografování objektů s reflexní plochou (reklamní tabule, dopravní značky, někdy stačí jen reflexní pásky na bezpečnostní vestě apod.), která opět odrazí část světla zpět do fotoaparátu a automatika předčasně uzavře závěrku (snímek je podexponován).
- Naopak ručně zapnout blesk může být vhodné na poledním slunci, kdy vznikají velké rozdíly jasu mezi osvětlenými a zastíněnými částmi fotografovaných objektů. Blesk v takovém případě může částečně projasnit stíny. Podobně se blesk někdy využívá v krajinářské fotografii, kdy zesvětlí a tím zdůrazní zajímavé popředí (květiny), které vystupují z tmavého pozadí (horizontu hor). Podobné fotografie často vytváří například známý fotograf hor Jiří Havel. K dosažení efektu však už obvykle nestačí blesk vestavěný ve fotoaparátu, je nutné využít mnohem výkonnější externí blesk.
- Použít blesk se doporučuje také při snímání v protisvětle, kdy automatika také špatně spočítá scénu a obraz podexponuje. Tomuto použití blesku se říká fill in flash – česky doplňkový blesk nebo režim vynuceného blesku[6] (viz obrázek kočky na okně vpravo).

## Parametry blesků
- Směrné číslo – vzdálenost, na kterou je blesk ještě schopen osvítit a správně exponovat předmět při použití objektivu s clonovým číslem f/1 a při citlivosti ISO 100.
- Dosah blesku – vzdálenost, na kterou je blesk schopen správně exponovat předmět snímku, v závislosti na aktuální cloně objektivu a citlivosti.
- Světelný výkon blesku – z něj se dá odvodit jeho směrné číslo a dosah. Roste s jejich druhou mocninou.
- Barevná teplota blesku – teplota chromatičnosti světla, které blesk emituje. Obvykle je to 5500 Kelvinů.[7] Pro změnu barevné teploty lze použít korekčních filtrů.
- Doba nabíjení – doba od posledního odpálení blesku, za kterou je blesk znovu schopen akce
- Doba (hlavního) záblesku – doba, po kterou u blesku dochází k emitování světla. Ta bývá většinou kolem 1/1000 sekundy.
- Vysokorychlostní synchronizace (High-Speed Sync, HSS) – blesk s HSS je schopen místo jednoho záblesku vypálit sérii menších záblesků (o stejném úhrnném světelném výkonu) po celou dobu expozice. Význam to má u fotoaparátů se štěrbinovou závěrkou zkonstruovanou ze dvou vertikálních lamel, které od určitého času (zvaném x-Sync) pohybují současně a neumožňují exponování celé plochy filmu nebo čipu v jeden okamžik.

## Galerie

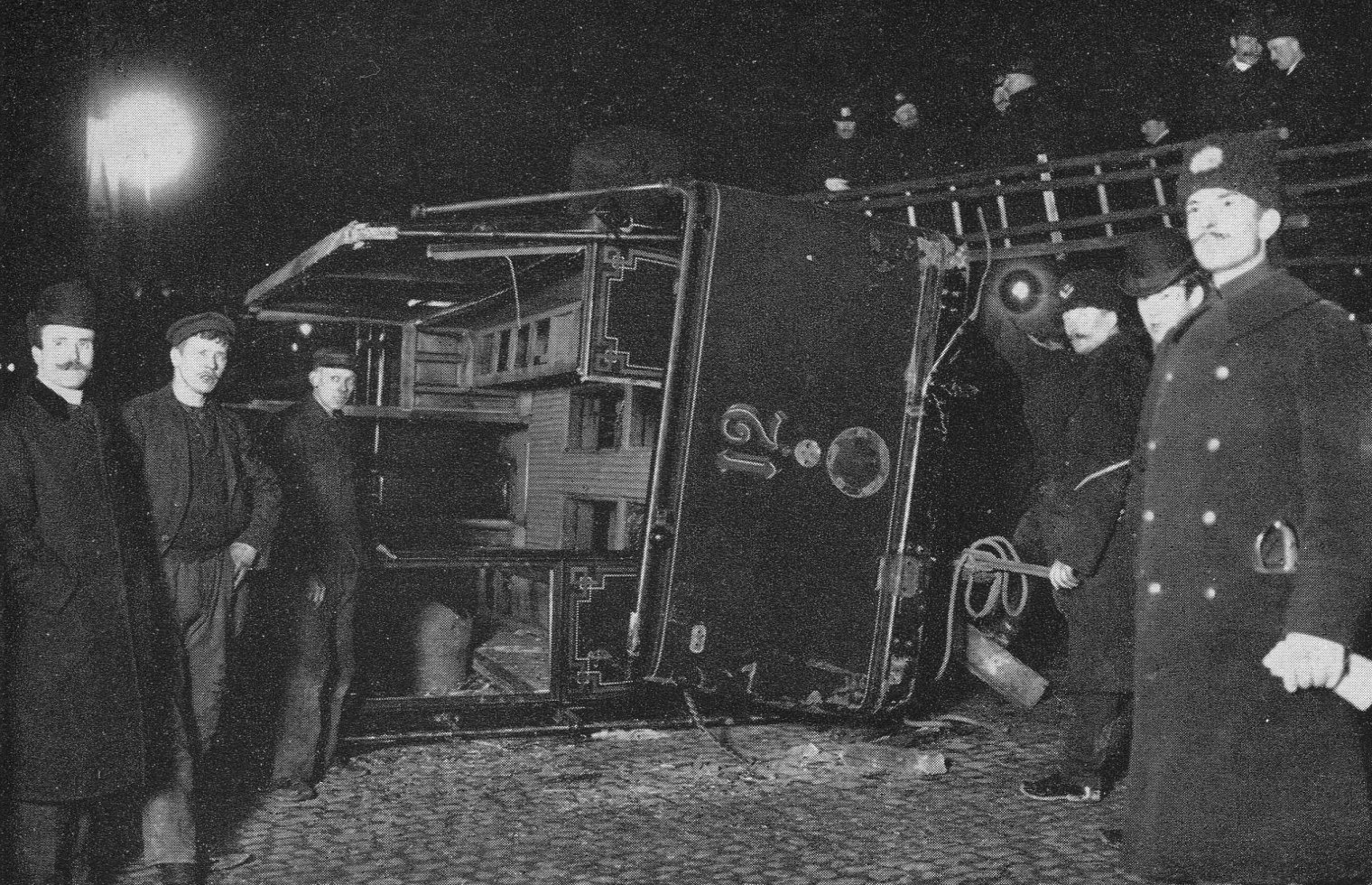
Axel Malmström: fotografie nehody tramvaje, pravděpodobně první venkovní fotografie s bleskem ve Švédsku, Slussen, 1905
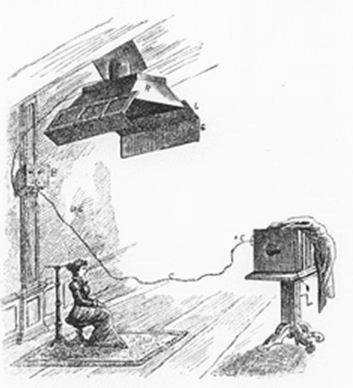
Charles Bernhoeft: Bleskové zařízení Blitzlichtapparat Sanssouci, asi 1903
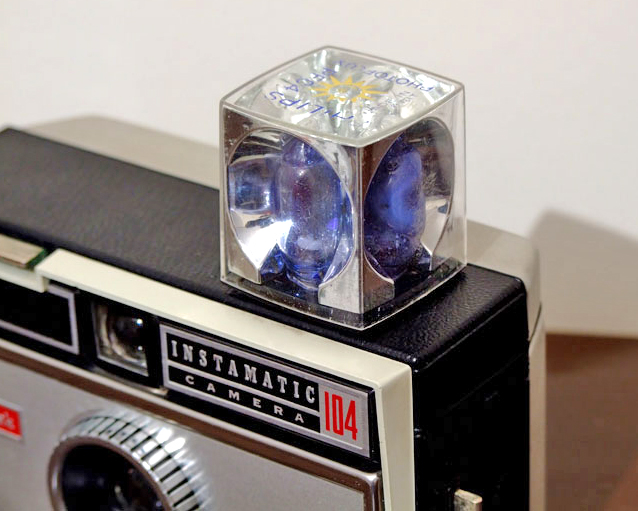
Kodak: Flashcube se skládala ze čtyř elektricky odpalovaných baněk spolu s reflektory, uspořádané do tvaru krychle. Po každé expozici se krychle otočila o 90 stupňů, a dovolovala tak pořídit čtyři snímky za sebou.
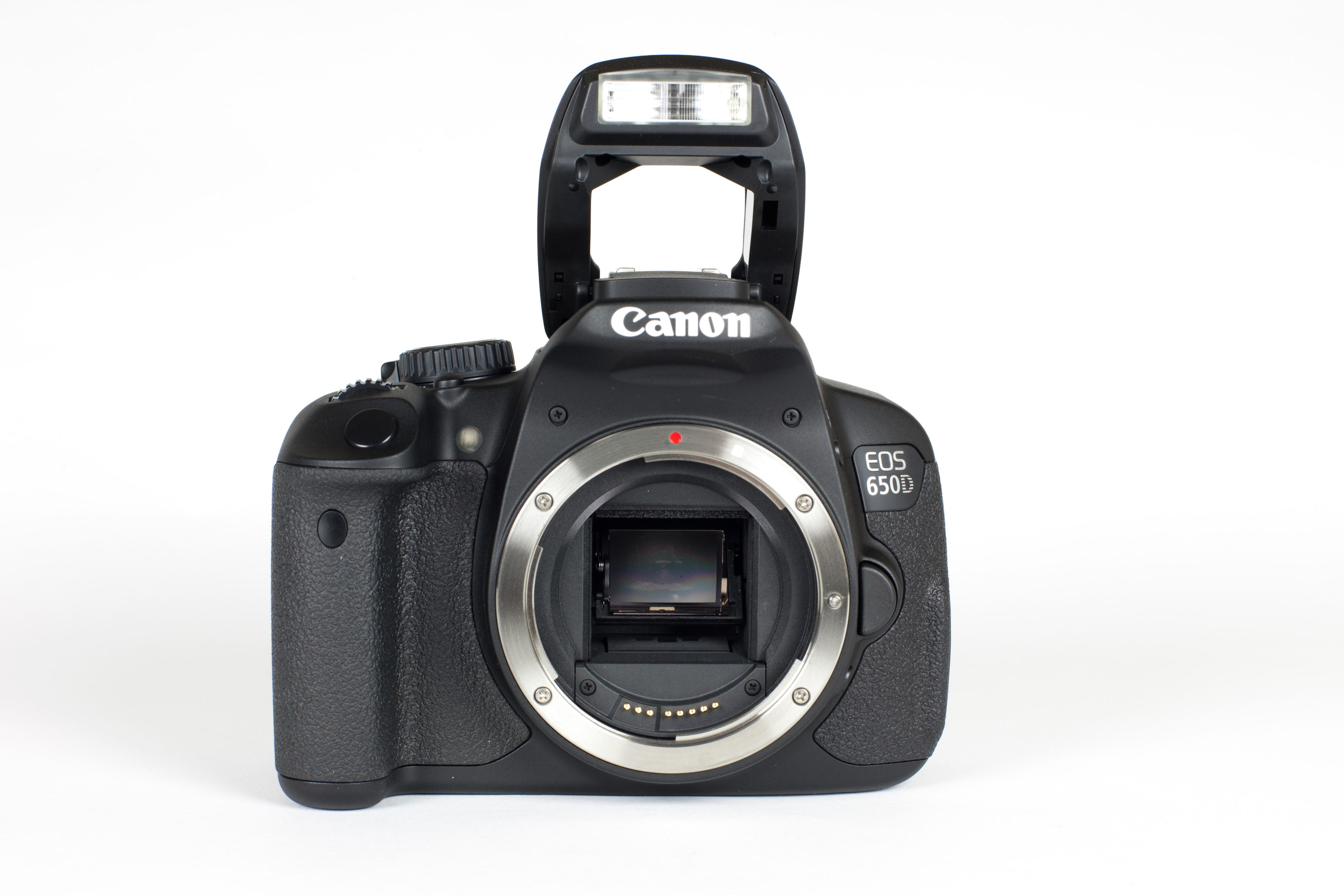
Aktivovaný interní blesk na těle Canon EOS 650D. Prestižnější dvou- a jednočíselné řady modelů EOS interní blesk nemají – předpokládají použití systémových blesků.
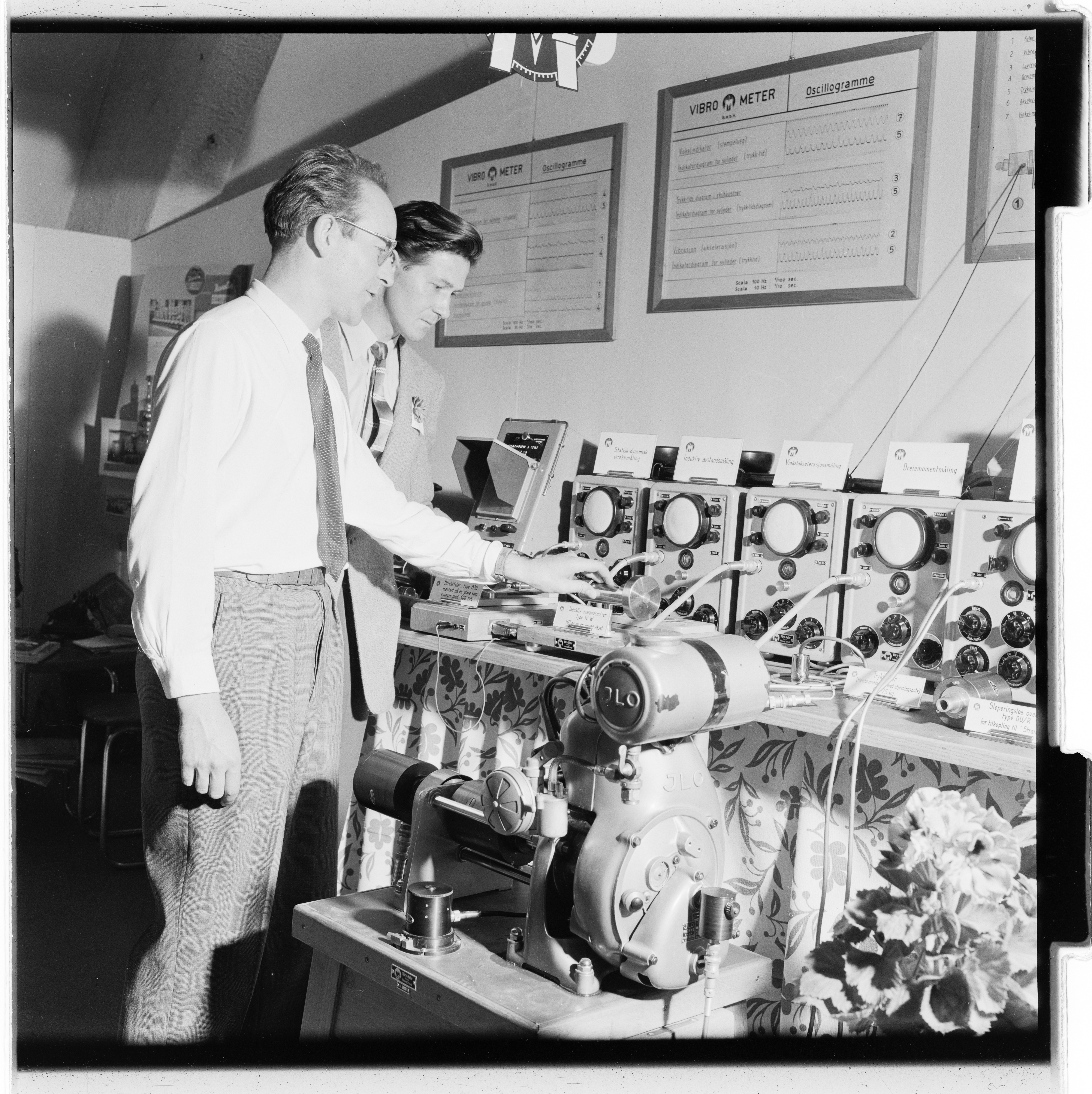
Fotografie s bleskem
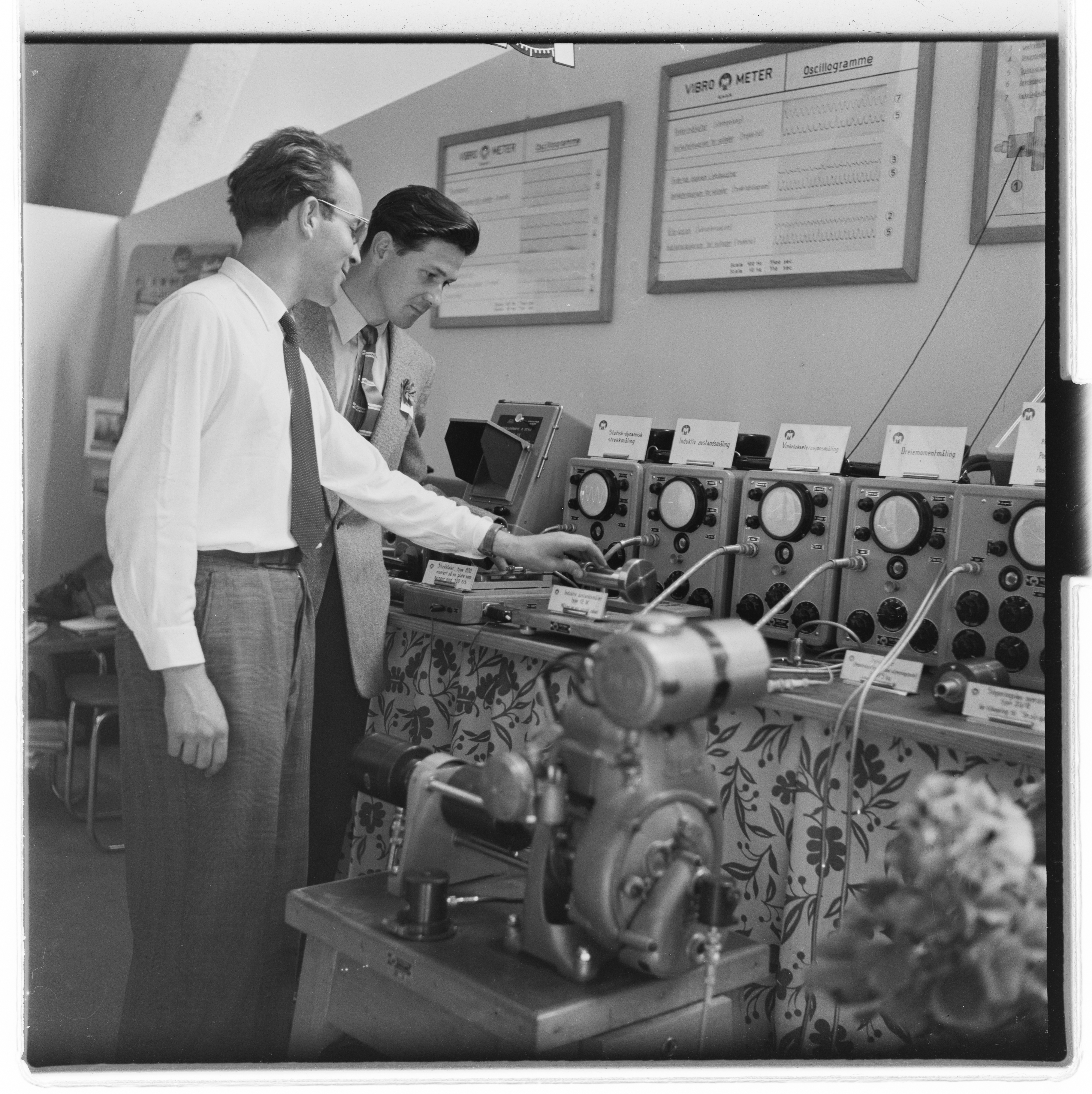
Fotografie bez blesku
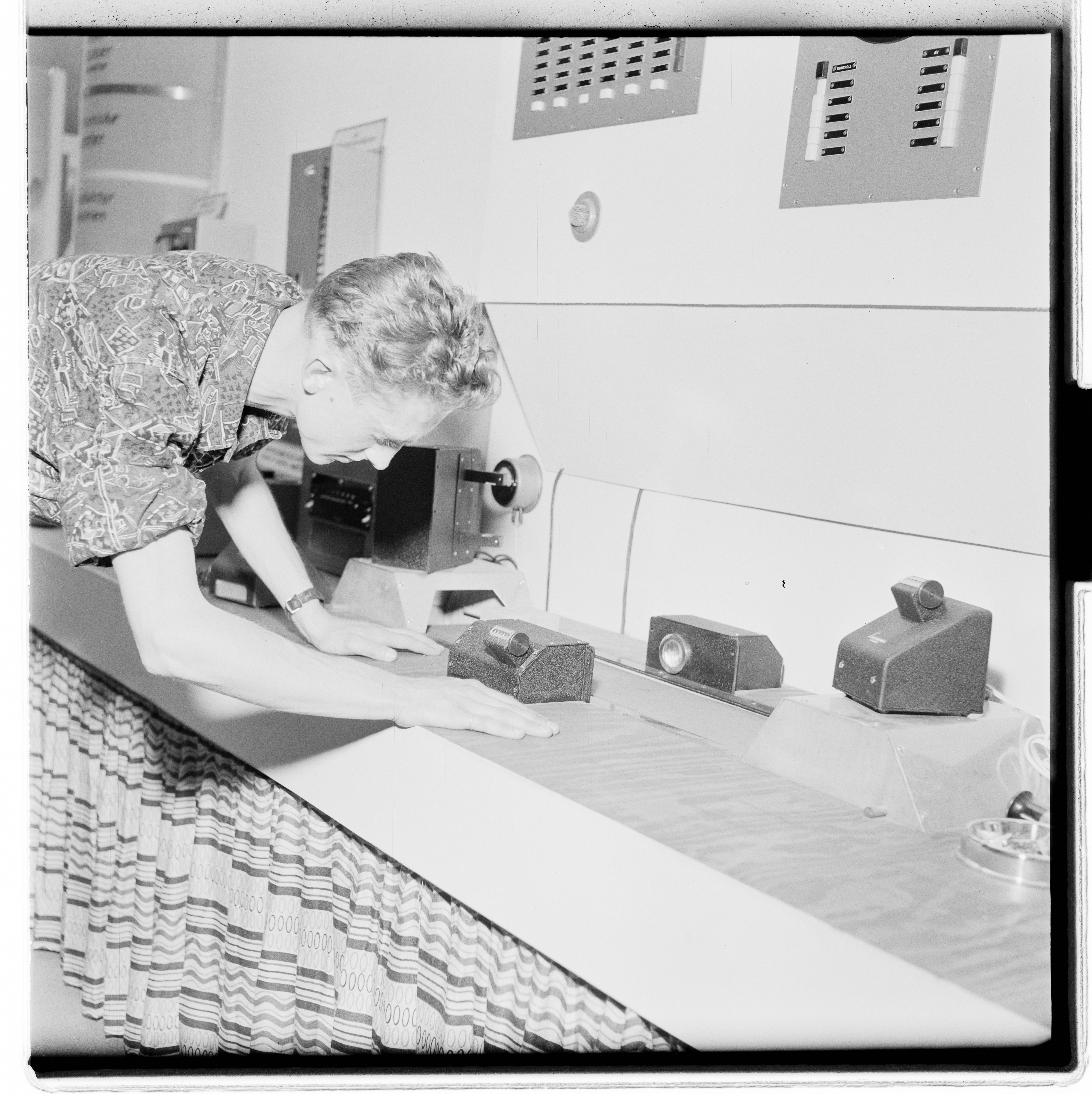
Fotografie s bleskem
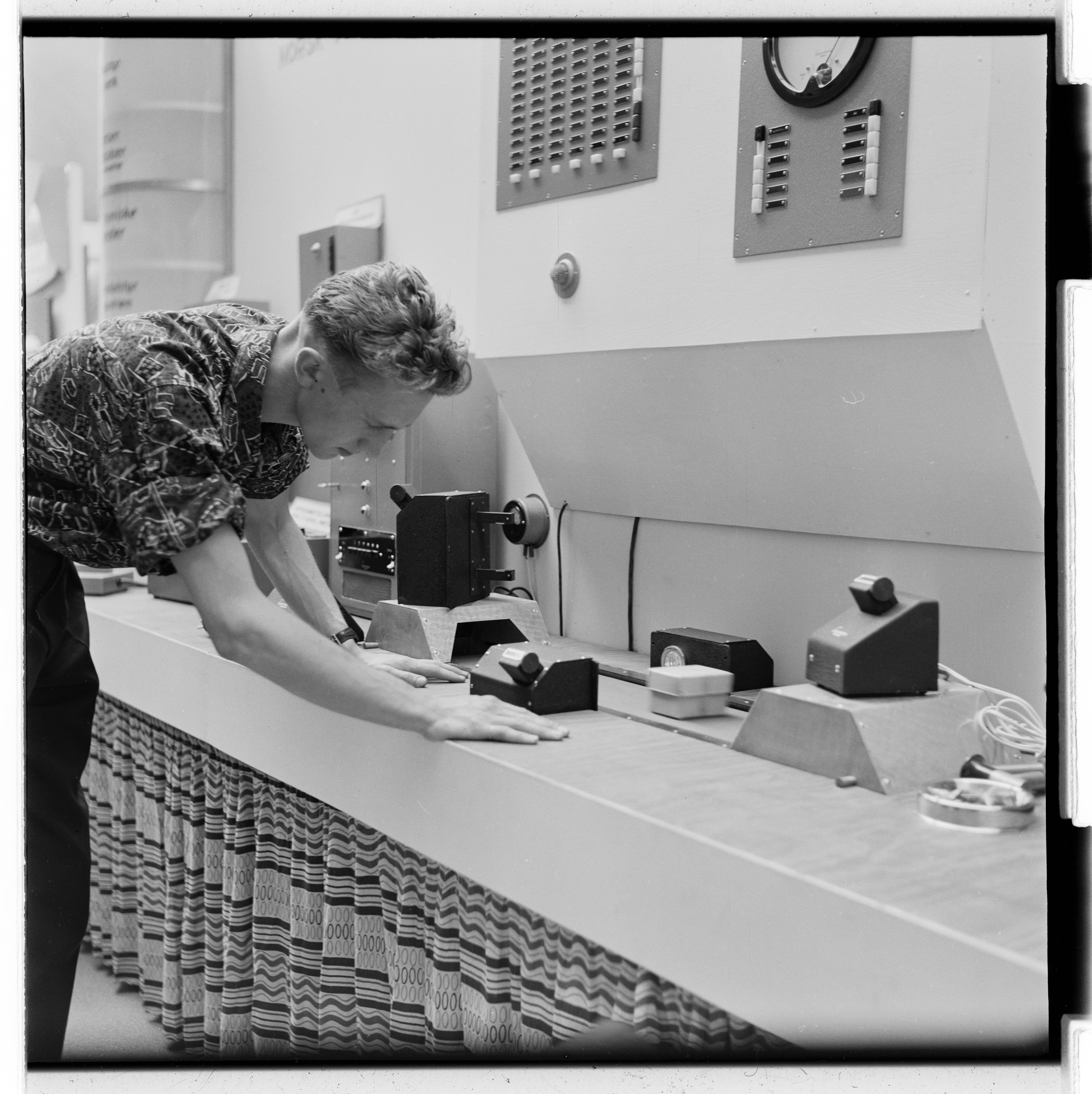
Fotografie bez blesku

## Výrobci
- Yongnuo